# 美国联邦第五巡回上诉法院
美国联邦第五巡回上诉法院（案例引用为5th Cir.）是美国的13个联邦上诉法院之一。其对以下美国联邦地区法院拥有上诉管辖权：
- 美国路易斯安那东区联邦地区法院
- 美国路易斯安那中区联邦地区法院
- 美国路易斯安那西区联邦地区法院
- 美国密西西比北区联邦地区法院
- 美国密西西比南区联邦地区法院
- 美国德克萨斯东区联邦地区法院
- 美国德克萨斯北区联邦地区法院
- 美国德克萨斯南区联邦地区法院
- 美国德克萨斯西区联邦地区法院

第五巡回上诉法院有17位现任法官，都位于路易斯安那州新奥尔良的小约翰·维斯多莫联邦法院，办公机构设于同样位于新奥尔良的菲尼克斯·爱德华·赫伯特联邦大楼。